# 糧船灣超級火山
糧船灣超級火山位於香港新界西貢區糧船灣延伸至果洲群島一帶，直徑原來長達18公里，是香港首座被發現的古代超級火山，現在為死火山，地理範圍覆蓋今日的香港世界地質公園西貢東部火山岩區的大部份範圍，現時大部分火山岩已經被風化和侵蝕，只剩下殘餘部份，及大部分浸於海水之中。

## 結構
此座死火山的上部分為火山岩，由糧船灣伸延至果洲群島，覆蓋西貢東部地質公園內的大片土地。火山口位於糧船灣一帶，當時岩漿的源頭位於在九龍半島和港島北部，岩漿經多條噴發通道，向東輸送，穿過馬鞍山和將軍澳。糧船灣超級火山的火山爆發是在約1億6千萬年1億4千萬年前，噴出的火山灰逾1萬3千億立方米（1300立方公里），火山灰經過冷卻凝固後，形成了蔚為奇觀的六角柱石。火山的較深層部分為花崗岩，由淺至深從西貢向九龍與香港島伸展。土木工程拓展署已經將於具有代表性位置抽取的石頭樣本交予外國相關機構化驗，以確認石頭的年份。

## 歷史
土木工程拓展署指出，整個華南東部及香港在1億多年前屬於火山帶。經過土木工程拓展署於糧船灣進行了多年的地質調查發現，於2012年確認糧船灣伸延至果洲群島處曾經有一座超級火山，名為糧船灣超級火山。這個發現由土木工程拓展署撰寫文章，於2012年1月在美國地球物理期刊《Geochemistry, Geophysics, Geosystem》中發表。

## 火山爆發
糧船灣超級火山最後一次火山爆發是在約1億4千萬年前，噴出的火山灰逾1萬3千億立方米，火山灰經過冷卻凝固後，形成了蔚為奇觀的六角柱石。超級火山是以火山的噴發量來計算，爆發指數（VEI）為最高級別的八級，噴發約一千立方公里的岩漿。以火山爆發指數評估，糧船灣超級火山當年爆發的威力相當於冰島火山爆發的一萬倍。

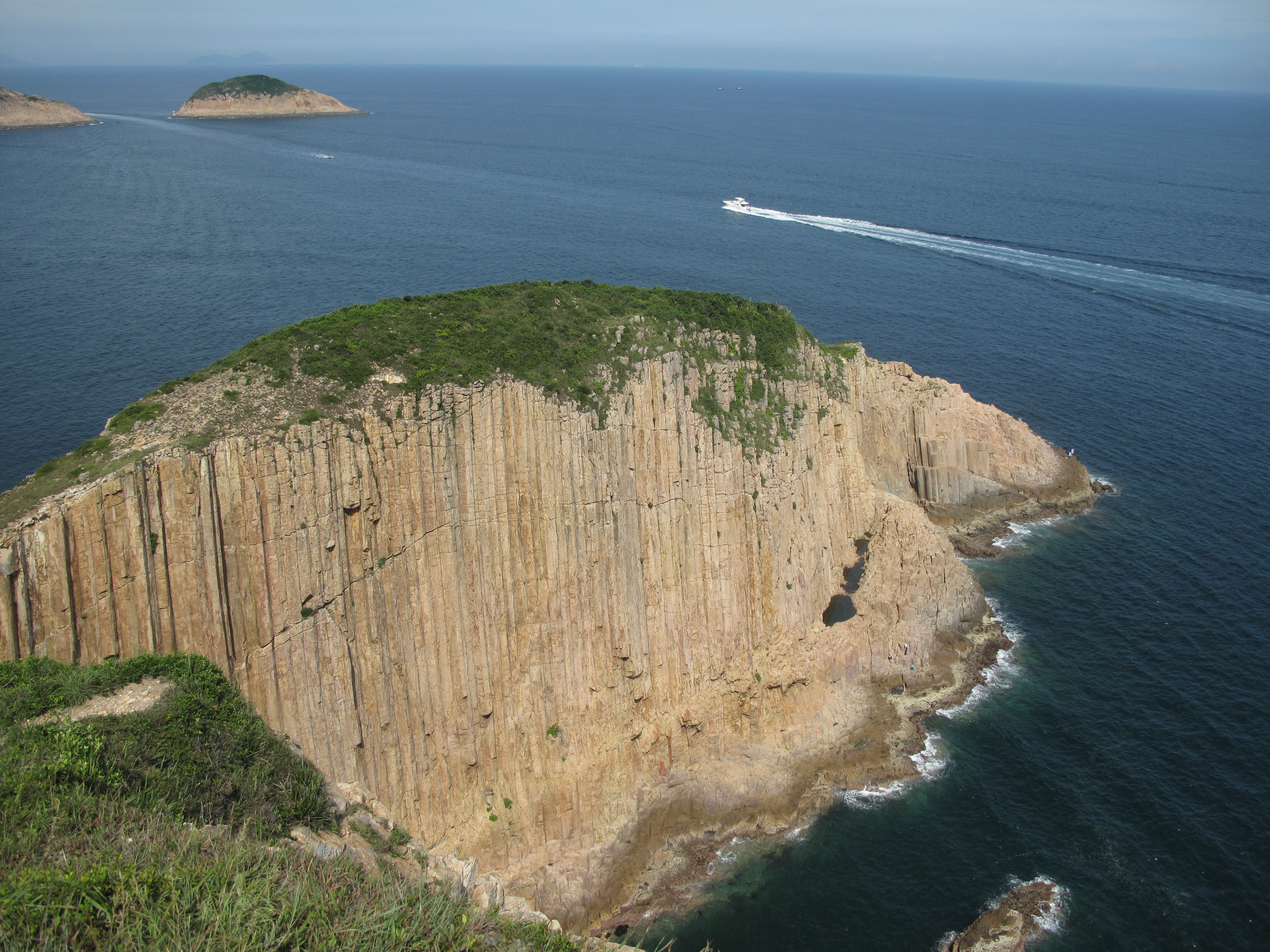
破邊洲的六角石柱由凝灰岩組成

## 申遺資格
糧船灣超級火山的獨特地貌特性，有助於科學家解決現時歐亞板塊和菲律賓板塊的移動過程中的一些疑題，整座超級火山遺址有資格申請作為世界自然遺產，其極高的科學研究價值有助科學家了解地球演變過程。
糧船灣超級火山完全符合申報世界遺產資格，惟需要將世界地質公園範圍由陸地擴展一倍至海面，以保護整座火山遺址。

## 外部連結
- 港超級火山 疑恐龍滅絕元兇 （页面存档备份，存于） 《東方日報》 2012年9月18日